# Bay Laurel
Bay Laurel — шведская музыкальная группа, играющая готик-рок и готический метал. Группа была образована в 1993 году и была активна до 2001 года. Bay Laurel сравнивают[кто?] с группами The Mission, Love Like Blood, Paradise Lost и Sisters of Mercy.

## История
Bay Laurel появилась в июле—августе 1993 года в городе Карлстад. В сентябре 1993 года группа записала демо-альбом под названием Into the Mist. Летом 1994 года Bay Laurel заключили контракт с лейблом Noxious Records / House of Kicks. Первый альбом группы — Under a Clouded Sky — был записан в октябре 1994 года на студии Soundfront Studios.
После весенних и летних выступлений в 1995 году группу покидают сразу два члена — барабанщик Тобиас Густафсон (швед. Tobias Gustafsson) и клавишник Джон Карлсон (швед. Johan Carlsson). Вместо них к группе присоединились барабанщик Андреас Нюрен (швед. Andreas Nyren) и гитарист Дэн Борг (швед. Dan Borg). Спустя несколько месяцев из группы уходит гитарист Петер Миллер (швед. Petter Miller). Весной 1996 года в студии Unisound группа записала новый альбом Days of Joy, который вышел в начале 1997 года. В том же году вышел сингл Lost in Black Love.
Aftonbladet (крупнейшая шведская вечерняя газета) поставила альбому 4 балла и написала:

Группа играет высококачественный goth rock и они стали профессиональнее со времён первого альбома. Радует то, что Bay Laurel явно нашли свой собственный звук и сравнения со всякими там Sisters of Mercy более несостоятельны. Bay Laurel питают разные источники вдохновения, но печаль и страдания по-прежнему есть в этом списке!
— О группе Bay Laurel на сайте Irond.
А другие источники музыкальной информации, например, журнал Release дал альбому 8 баллов из 10 и написал:

Содержимое Days Of Joy сильно впечатляет. Bay Laurel поймали свою волну, приложив максимум воображения и возведя мелодию на первое место в тяжёлой музыке. Они написали кучу бесподобных треков и исполнили их просто идеально!
— О группе Bay Laurel на сайте Irond.
Незадолго до релиза Days Of Joy Bay Laurel покидает басист Маттиас Джонсон (швед. Mattias Jonsson). К группе присоединяются клавишник Пир Тилкку (швед. Per Tilkku) и гитарист Стефан Густафон (швед. Stefan Gustafsson), после чего Bay Laurel в новом составе даёт концерты в Стокгольме, Эскильстуне, Арвике, Хультсфреде, Фалькенберге и Карлстаде, а летом 1997 года записывает свой мини-альбом каверов — Bitter Intoxins.
18 мая 2000 года в Карлстаде Bay Laurel представляет свой новый альбом — Where Pain Comes to Die. Летом 2000 года Bay Laurel выступают на фестивалях Hagfors Rock Festival, Dist 2000 и Arvikafestivalen.

## Текущий состав
- Рикард Лёфгрен (швед. Rikard Löfgren) — вокал;
- Андерс Карлссон (швед. Anders Karlsson) — гитара;
- Дэн Борг (швед. Dan Borg) — клавишные, бас-гитара;
- Крис Монтгомери (швед. Chris Montgomery) — ударные.

## Бывшие участники
- Тобиас Густафссон (швед. Tobias Gustafsson) — ударные;
- Юхан Карлссон (швед. Johan Carlsson) — клавиши;
- Петтер Миллер (швед. Petter Miller) — гитара;
- Маттиас Юнссон (швед. Mattias Jonsson) — бас-гитара;
- Андреас Нюрен (швед. Andreas Nyren) — бас-гитара;
- Стефан Густафссон (швед. Stefan Gustafsson) — бас-гитара;
- Пер Тилкку (швед. Per Tilkku) — бас-гитара.

## Дискография

### Альбомы
- 1995 — Under a Clouded Sky;
- 1997 — Days of Joy;
- 2000 — Where Pain Comes to Die.

### Мини-альбомы
- 1993 — Into the Mist (демо);
- 1996 — Lost in Black Love;
- 1998 — Bitter Intoxins.

### Синглы
- Pale Colours;
- A Misery Song;
- On the Verge;
- Strive;
- Outside;
- Anxiety;
- Away;
- In Sorrow Tide;
- Thoughts;
- Solow Demise;
- Celestial Signs;
- In the Arms of Silence;
- Black Dove;
- The Dying.

### Видеоклипы
- 2000 — Pale Colours;
- 2001 — First We Take Manhattan.